# Starburst
Starburst – przenośny przeciwlotniczy zestaw rakietowy produkowany w Wielkiej Brytanii przez przedsiębiorstwo Thales Air Defence. Zestaw wywodzi się z systemu Javelin, którego jest rozwinięciem. Konstrukcja pocisku pozostała taka sama jak w zestawie Javelin, podstawową różnicą jest to, że naprowadzanie radiowe zastąpione zostało naprowadzaniem w wiązce lasera. Operator ma za zadanie utrzymywać cel (samolot lub śmigłowiec) na środku celownika zestawu, zestaw wysyła wiązkę laserową, na którą naprowadza się pocisk. System Starburst wszedł do służby w armii brytyjskiej w 1990 roku i wkrótce zastąpił zestaw Javelin w oddziałach. Po raz pierwszy został użyty bojowo podczas wojny w Zatoce Perskiej w 1991 roku.

## Użytkownicy
- Kanada
- Kuwejt
- Malezja
- Wielka Brytania